# Canoe Lake, Lennox and Addington County
Canoe Lake är en sjö i Kanada.   Den ligger i countyt Lennox and Addington County och provinsen Ontario, i den sydöstra delen av landet, 150 km väster om huvudstaden Ottawa. Canoe Lake ligger 356 meter över havet. Arean är 0,15 kvadratkilometer. Den ligger vid sjön Weslemkoon Lake. Den sträcker sig 0,5 kilometer i nord-sydlig riktning, och 0,6 kilometer i öst-västlig riktning.
I omgivningarna runt Canoe Lake växer i huvudsak blandskog. Trakten runt Canoe Lake är nära nog obefolkad, med mindre än två invånare per kvadratkilometer.